# Nati nel 1985/Senza giorno specificato
| Questa pagina contiene informazioni ricavate automaticamente dalle voci biografiche con l'ausilio del template Bio e di un bot. L'aggiornamento è periodico e automatico e ricostruisce completamente la pagina. Se manca una persona in questa lista, sei pregato di non aggiungerla, ma accertati piuttosto che la sua voce biografica contenga il template Bio e che i dati anagrafici siano correttamente compilati. Se il template Bio manca, inseriscilo tu stesso o, in alternativa, metti l'avviso {{tmp\|Bio}} che ne segnala la mancanza. Se i dati riportati sono sbagliati, correggi direttamente la voce biografica; le modifiche saranno visibili in questa lista entro pochi giorni. Per chiarimenti vedi il progetto biografie. La lista contiene solo le 95 persone che sono citate nell'enciclopedia e per le quali è stato implementato correttamente il template Bio. Pagina aggiornata al 18 ago 2025. |

- Kudjoe Affutu, artista ghanese
- Rana Ahmad, scrittrice e attivista siriana
- Andrew Ahn, regista e sceneggiatore statunitense
- The Anchoress, cantautrice, polistrumentista e scrittrice gallese
- Ang Li, pianista cinese
- Sif Aradóttir, modella islandese
- Maria Arredondo, cantante norvegese
- Felicita Arzú, modella beliziana
- Sean Averhoff, ex giocatore di football americano e allenatore di football americano tedesco
- Darja Bajc, ex sciatrice alpina slovena
- Ned Beauman, scrittore e giornalista britannico
- Ekta Bhyan, atleta paralimpica indiana
- Pablo Mauricio Blanch, giocatore di football americano argentino
- Mike Brodie, fotografo statunitense
- Mark Buckingham, triatleta britannico
- Dan Burton, attore, cantante e ballerino inglese
- Victoria Cartagena, attrice statunitense
- Giulia Cavaliere, conduttrice radiofonica, critica musicale e giornalista italiana
- Vajiko Chachkhiani, artista georgiano
- Khris Davis, attore statunitense
- Francesca Diotallevi, scrittrice italiana
- Kether Donohue, attrice e doppiatrice statunitense
- Maïmouna Doucouré, regista e sceneggiatrice francese
- Louise Dubiel, cantante danese
- Jean-Baptiste Durand, regista e sceneggiatore francese
- Abigail Elizalde, modella messicana
- Giorgia Farina, regista, sceneggiatrice e fotografa italiana
- Severin Fiala, sceneggiatore e regista austriaco
- Giancarlo Fontana, regista, montatore e attore italiano
- Sara Fratini, artista e illustratrice venezuelana
- Phil Galfond, giocatore di poker statunitense
- Johnny Ray Gill, attore statunitense
- Matthew Golding, ballerino canadese
- Christine Guldbrandsen, cantante norvegese
- Pia Nic Gundersen, ex sciatrice alpina norvegese
- Jacqueline Hangl, ex sciatrice alpina svizzera
- Raqia Hassan, attivista e giornalista siriana († 2015)
- Malin Hemmingsson, ex sciatrice alpina e sciatrice freestyle svedese
- Trent Horn, scrittore statunitense
- Pako Ioffredo, attore, regista e drammaturgo italiano
- Terence Jay, cantante e attore statunitense
- Erik Johansson, artista e fotografo svedese
- Cody Jones, attore canadese
- John M. Jumper, biochimico statunitense
- Aleksandr Kargal'cev, artista, scrittore e fotografo russo
- Samuel Katarro, cantautore e chitarrista italiano
- Nouhoum Kobéna, calciatore beninese
- Olaf Koens, giornalista olandese
- Mary Komasa, cantante polacca
- Alessandra Korap, attivista brasiliana
- Ishtar Lakhani, attivista sudafricana
- Jean Le Peltier, attore e regista belga
- Sevidzem Ernestine Leikeki, attivista camerunese
- Liang Wenfeng, imprenditore cinese
- Martyna Majok, drammaturga polacca
- Daniela Marková, ex sciatrice alpina ceca
- Jul' Maroh, fumettista francese
- Rie Matsumoto, regista giapponese
- Nika, cantante finlandese
- Tiffany McDaniel, scrittrice statunitense
- Alëna Mihajlovna Baeva, violinista russa
- Jennifer Miller, attrice canadese
- Mónica Miranda, attrice e ballerina spagnola
- Matt Mondanile, chitarrista statunitense
- Arnaud Montgenie, giocatore di football americano francese
- Lewis Mosoti, ex mezzofondista keniota
- Sputniko!, artista giapponese
- Antonio Padovan, regista cinematografico e sceneggiatore italiano
- Giacomo Panicucci, poeta italiano
- Nikesh Patel, attore britannico
- Leonardo Prencipe, pittore italiano
- Ramona Ragaini, enologa italiana
- Viktoria Rainer, ex sciatrice alpina italiana
- Antoine Reinartz, attore francese
- Justin Jon Ross, attore statunitense
- Hannah Schmitz, ingegnere e dirigente sportiva britannica
- Joanne Shaw Taylor, cantante e chitarrista britannica
- Sébastien Sorrel, ex sciatore alpino francese
- Ashley Linda Spina, ex sciatrice alpina statunitense
- Vasuki Sunkavalli, modella indiana
- Tamás Szalai, astronomo ungherese
- Georgina Sánchez, violoncellista, compositrice e direttrice d'orchestra spagnola
- Phyu War Thet, mezzofondista birmana
- Nguyễn Thị Huyền, modella vietnamita
- Weronika Tofilska, regista e sceneggiatrice polacca
- Katharina Treutler, pianista tedesca
- Nanfu Wang, regista cinese
- Matt Waxman, giocatore di poker statunitense
- Diana Winter, cantautrice italiana
- Prosa, artista italiano
- Roger Zare, compositore e pianista statunitense
- Gabriela Zavala, modella honduregna
- Roman Zhurbin, danzatore russo
- Shādī al-Waysī, giudice e politico siriano
- Mstyslav Černov, fotoreporter, regista e giornalista ucraino